# Slovakiens Davis Cup-lag
Slovakiens Davis Cup-lag (slovakiska: Slovenský daviscupový tím) styrs av slovakiska tennisförbundet och representerar Slovakien i tennisturneringen Davis Cup, tidigare International Lawn Tennis Challenge. Slovakien debuterade i sammanhanget 1994 och slutade tvåa 2005. Efter 2005 års turnering meddelade ITF att Karol Beck, som spelat för Slovakien, testats positivt för clenbuterol under semifinalen mot Argentina, som Slovakien vann med 4-1.

### Fotnoter
1. ↑  ”Kroatien vann Davis Cup”. Svenska dagbladet. 4 december 2005. http://www.svd.se/kroatien-vann-davis-cup. Läst 27 november 2016.
2. ↑  ”Beck hit with two-year doping ban”. BBC Sport. BBC. 13 februari 2006. http://news.bbc.co.uk/sport2/hi/tennis/4665526.stm. Läst 18 januari 2011.